# مرد کوهستان
مرد کوهستان (انگلیسی: Mountain man) عنوان افرادی عموماً محلی و بومی ساکن یا آشنا به مناطق بکر و دست‌نخورده‌است. این عنوان انتساب داده‌شده در میان سال‌های ۱۸۱۰ تا ۱۸۸۰ در منطقه کوه‌های راکی آمریکای شمالی بسیار متداول بوده‌است. غالب این افراد جزو کاوشگران مناطق مرزی، تاجران خز، شکارچی و مکتشفین جغرافیایی بودند. از مشهورترین مردان کوهستان می‌توان به هیو گلاس اشاره داشت

## نگارخانه

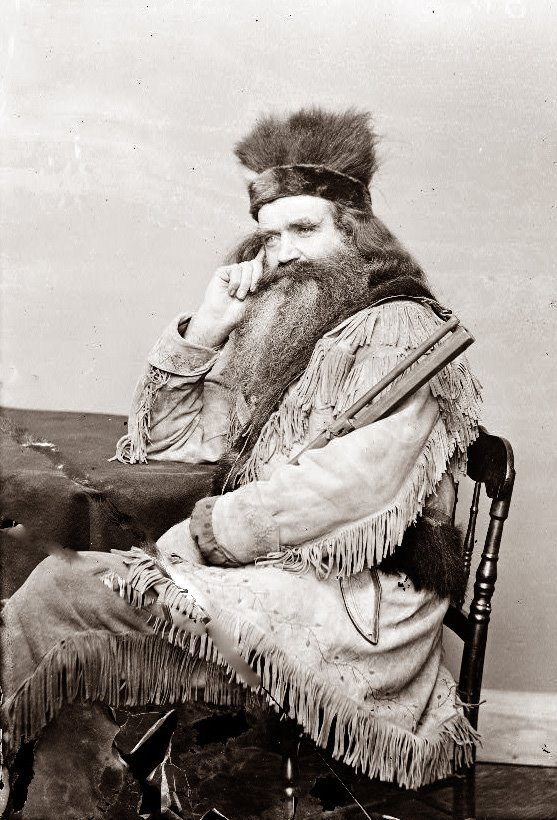
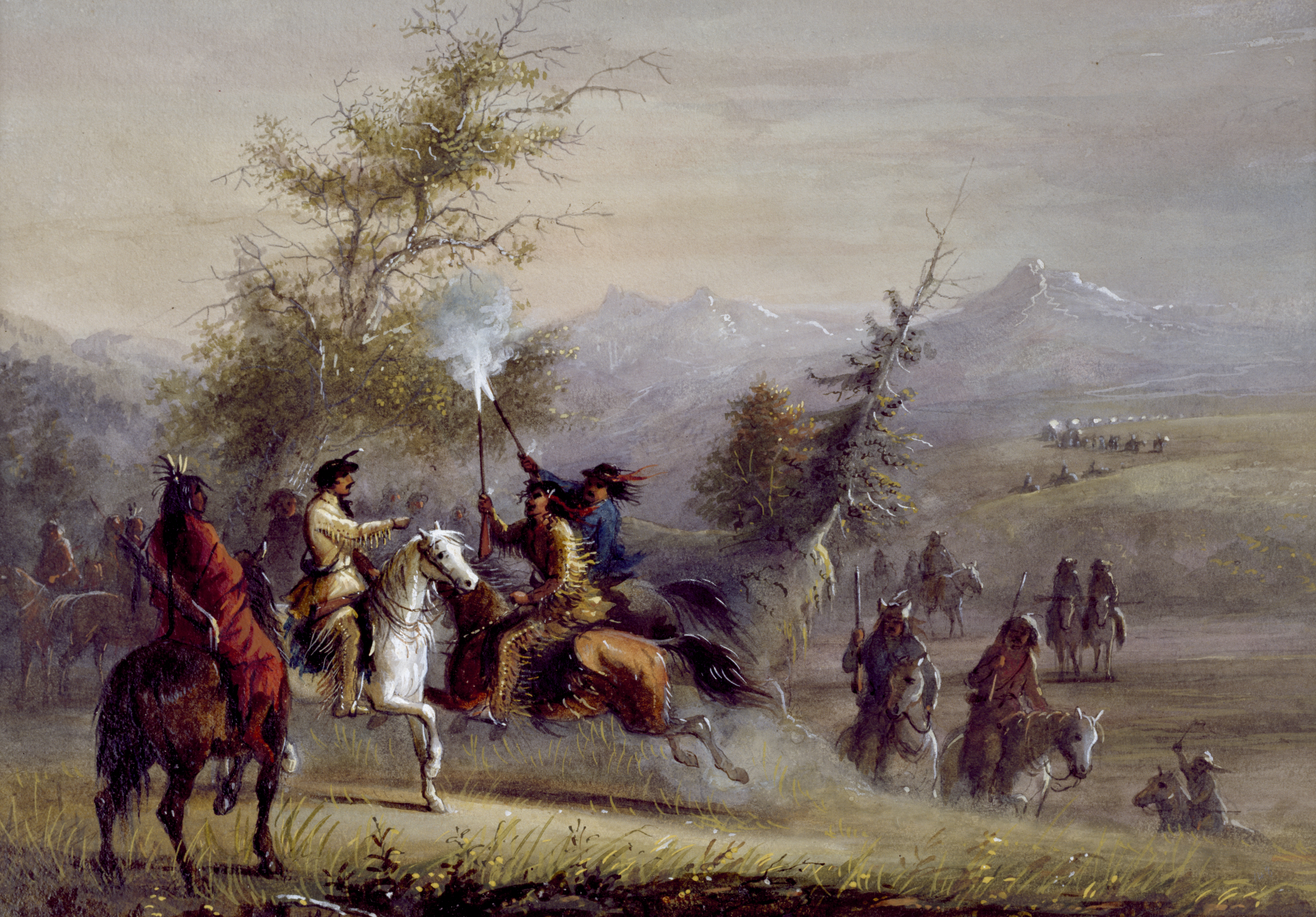
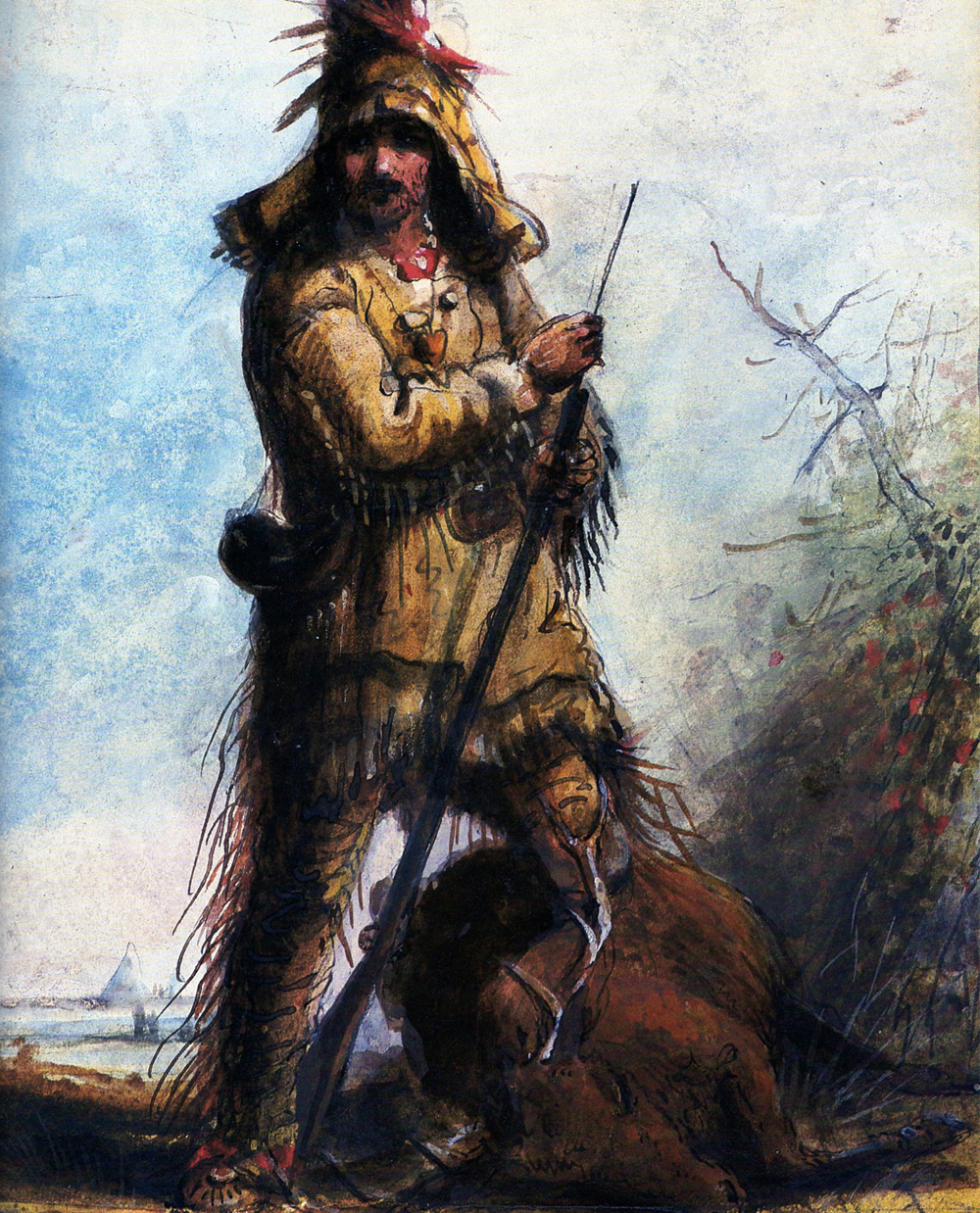